# The Maytals (groupe)

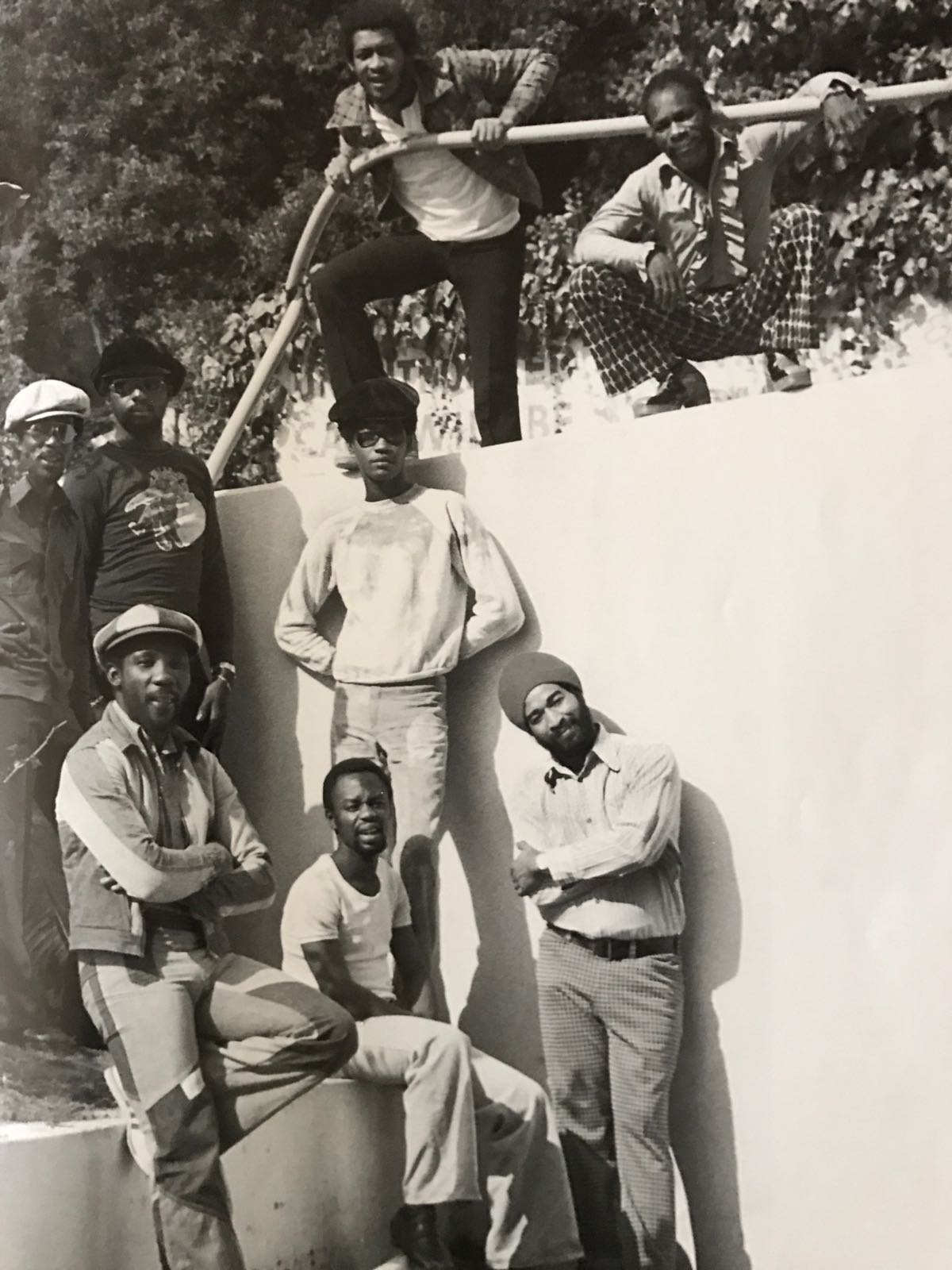
La première génération du groupe Toots and the Maytals à inclure des instrumentistes. L'ensemble du groupe incluait ses quatre principaux membres supplémentaires Jackie Jackson, Paul Douglas, Hux Brown et Radcliffe “Dougie” Bryan.

The Maytals est un groupe de musique jamaïcain connu pour avoir introduit le mot « reggae » dans la chanson avec leur single Do the Reggay en 1968. Le groupe a été à l’avant-garde du reggae, du ska, et du rocksteady depuis les années 1960. En tant que fondateur d’Island Records, Chris Blackwell dit à propos de leur son « The Maytals ne ressemblaient à personne… leur son était sensationnel, brut et dynamique ».

À l’origine The Maytals était uniquement un trio vocal, mais après avoir signé avec Island Records en 1975 Chris Blackwell fit en sorte que le groupe d’enregistrement devienne The Maytals avec comme leader le chanteur Toots Hibbert et forme ainsi Toots and the Maytals. Les premiers membres instrumentistes ajoutés au groupe comprenaient Jackie Jackson, Hux Brown, Rad Bryan et Paul Douglas. En novembre 2016, Jackie Jackson a décrit la formation du groupe dans une interview radio pour Kool 97 FM Jamaïque. Accompagné par Paul Douglas et Radcliffe “Dougie” Bryan en studio, Jackson a expliqué,
« Nous sommes tous des membres originaux du groupe Toots and the Maytals. D’abord Toots and the Maytals, c’était trois gars : Toots, Raleigh et Jerry. …Et puis, ils ont été signés par Island Records, Chris Blackwell. Et on était leur groupe d’enregistrement. Un jour, on a été appelés chez Blackwell. Et il nous dit, “Bien messieurs, je pense qu’il est temps. On dirait bien que ce Toots and the Maytals va avoir du succès.” À ce moment-là, il avait déjà signé Bob (Marley). Alors, dans son camp, Island Records, il y avait Toots and the Maytals / Bob Marley ; on parlait du reggae qui devenait international. On a continué de se voir et il (Blackwell) a décidé que le groupe d’accompagnement qui accompagne toutes les chansons, le groupe qui enregistre, devait devenir le groupe The Maytals. Alors on a tous été réuni sous Toots and the Maytals. Alors on est devenus Maytals aussi. Et puis on a pris la route en 1975… On a fait la 1re partie de Eagles, Linda Ronstadt et Jackson Browne. On a fait la 1re partie de The Who pendant environ deux semaines ».